# Colegio De La Salle (Auckland)
El Colegio De La Salle (en inglés: De La Salle College) es una escuela de secundaria integrada para los jóvenes católicos en Auckland, Nueva Zelanda. Fundada en 1953 por los Hermanos de La Salle, continúa educando a los jóvenes en la fe católica y los valores cristianos. Se anima a los estudiantes a desarrollar todos los aspectos de su persona con un fuerte énfasis en la excelencia en el estudio académico, orgullo cultural y la capacidad deportiva. Los solicitantes deben estar dispuestos a apoyar el carácter católico de la institución. La escuela está situada en el sur de Auckland, a 25 minutos de la ciudad de Auckland y a 15 minutos del centro de la ciudad de Manukau.